# Qasigiannguit
Qasigiannguit (Kʼasigiánguit avant 1973, anciennement Christianshåb en danois) est une ville du Groenland, située dans la municipalité de Qeqertalik. Sa population était de 961 habitants en 2025.

## Histoire
La ville est fondée en 1734 sous le nom de Christianshåb. On y trouve la plus vieille maison en bois du Groenland, datant elle aussi de 1734 et qui est aujourd’hui un musée.
Jusqu’au 31 décembre 2008, elle était le chef-lieu de la municipalité de Qasigiannguit. Le 1er janvier 2009, elle est rattachée à municipalité du Qaasuitsup et depuis le 1er janvier 2018 à la nouvelle municipalité de Qeqertalik.

## Sports
Qasigiannguit est le siège du CIF-70, une association pluri-sportive.

## Autres projets